# Kuhmoinen
Kuhmoinen est une municipalité du centre-sud de la Finlande, dans la région de Finlande-Centrale.

## Géographie
La commune, située en rive ouest du gigantesque lac Päijänne, est largement sauvage et dépeuplée. On y trouve notamment le parc national d'Isojärvi. La commune compte en tout près de 120 lacs, qui couvrent 29 % de sa superficie totale.
Le petit centre administratif est la seule véritable concentration de population. Il est traversé par la route nationale 24 entre Lahti et Jämsä, à peu près à équidistance des 3 grandes villes du centre-sud du pays (Lahti 80 km, Tampere 83 km et Jyväskylä 90 km). Helsinki est à 183 km.
Les communes voisines sont :
- en Finlande centrale, Jämsä au nord et au-delà du Päijänne Luhanka au nord-est ;
- dans le Päijät-Häme, Padasjoki au sud et encore au-delà du grand lac Sysmä à l'est ;
- dans le Pirkanmaa, Kuhmalahti au sud-ouest et Orivesi à l'ouest.

## Tourisme
En raison de son paysage spectaculaire, la commune était prisée des artistes dès la fin du XIXe siècle (le peintre Pekka Halonen y fit plusieurs séjours).
Les magnifiques paysages naturels de Kuhmoinen ont été peints sur toile par plusieurs artistes de l'âge d'or de l'art finlandais, tels que Pekka Halonen, Kalle Löytänä, Marcus Collin et Väinö Hämäläinen.
Elle est aujourd'hui une place forte du tourisme estival avec notamment 2 800 maisons de vacances, autant que d'habitants permanents.

## Démographie
Depuis 1980, la démographie de Kuhmoinen a évolué comme suit, :
| Année      | 1980  | 1985  | 1990  | 1995  | 2000  | 2005  |
| ---------- | ----- | ----- | ----- | ----- | ----- | ----- |
| population | 3 723 | 3 544 | 3 428 | 3 209 | 2 973 | 2 805 |

| Année      | 2010  | 2015  | 2020  |
| ---------- | ----- | ----- | ----- |
| population | 2 554 | 2 334 | 2 201 |

## Lieux et monuments
- Parc national d'Isojärvi[5]
- Musée de l'armurerie de Kuhmoinen
- Église de Kuhmoinen
- Papinsaari, actuel cimetière[7]
- Peintures rupestres de Pyhänpää
- Päijälän linnavuori
- Archipel du lac Päijänne

## Transports
La municipalité est située le long de la route nationale 24.
Des bus directs desservent Helsinki, Jyväskylä et Tampere.
Pendant l'été, des bateaux de navigation lacustre circulent entre Kuhmoinen, Kelvenne, Virmaila et Padasjoki.

### Distances
| - Tampere 83 km - Jyväskylä 90 km | - Lahti 80 km - Helsinki 183 km |

## Personnalités
- Pentti Fagerholm (1935–2015), présentateur
- J. V. Hakkinen (1872–1918), député
- Ahti Haljala (1924–2005), acteur
- Tapani Kuningas (1945–2009), chercheur
- Onni von Zansen (1872–1947), architecte